# 구례 화엄사 서 오층석탑
구례 화엄사 서 오층석탑(求禮 華嚴寺 西 五層石塔)은 전라남도 구례군 화엄사에 있는, 남북국 시대 신라의 오층석탑이다. 1963년 1월 21일 대한민국의 보물 제133호로 지정되었다.

## 개요
화엄사 대웅전 앞에 동·서로 서 있는 쌍탑 가운데 서쪽에 자리하고 있는 탑으로, 동탑이 아무런 조각이 없는 반면 서탑에는 조각과 장식이 가득하다. 2단의 기단(基壇) 위에 5층의 탑신(塔身)을 세운 모습이다.
아래층 기단 각 면에는 안상(眼象) 속에 12지신상(十二支神像)을 방향에 따라 배치하였고, 윗층 기단은 각 면 모서리와 가운데에 기둥 모양을 본떠 새겼으며, 나뉜 두 면에는 8부신중(八部神衆)을 조각하였다. 탑신의 몸돌과 지붕돌은 각각 하나의 돌이며 몸돌에는 각 층 모서리에도 기둥 모양을 본떠 새겨 두었다. 1층 몸돌 4면에는 4천왕상(四天王像)을 조각 배치하였다. 지붕돌은 각 층마다 밑면에 5단의 받침을 갖추고 처마밑은 수평이 되게 하였다. 머리장식으로는 2층의 단이 있는 받침 위로 보주(寶珠:연꽃봉오리모양의 장식)가 놓여 있다.
석탑의 형태는 높고 가파르면서도 상하의 체감비율이라든지, 지붕돌을 경쾌하게 처리한 수법 등이 잘 조화되어 우아한 기품을 지니고 있다. 특히 아래층 기단의 12지신상 조각은 석탑에서 흔하지 않은 예의 하나이다. 위·아래층 기단과 1층 몸돌 세 곳에 나타난 조각상은 그 배치에 보다 신중을 기하였고, 특히 12지신·8부중·4천왕 모두 불교의 수호신적 기능을 지닌 조형물이라는 점에서 탑 안에 모셔진 사리를 보호하려는 의도가 강하게 나타나고 있다.
조각상을 각 부분에 새긴 점이나, 지붕의 조형이 보다 유연한 느낌을 주는 점 등으로 보아 통일신라 후기인 9세기 경에 만들어진 것으로 짐작된다. 석탑 남쪽으로는 안상과 연꽃이 조각된 배례석이 놓여 있다.

## 같이 보기
- 화엄사
- 구례 화엄사 대웅전 (보물 제299호)
- 구례 화엄사 동 오층석탑 (보물 제132호)
- 구례 화엄사 서 오층석탑 사리장엄구 (보물 제1348호)

## 참고 자료
- 구례 화엄사 서 오층석탑 - 국가유산청 국가유산포털